# Боярченков, Михаил Александрович
Михаил Александрович Боярченков (9 ноября 1931, Москва — 26 июля 1977, Москва) — доктор технических наук, профессор, специалист в области автоматики и телемеханики. Внёс значительный вклад в разработку и организацию серийного производства автоматизированных рабочих мест для предприятий оборонного комплекса.

## Биография
В 1955 году окончил Московский энергетический институт.
Работал в Институте автоматики и телемеханики (ИАТ, ныне Институт проблем управления РАН)
под руководством известных учёных Б. С. Сотскова и М. А. Розенблата.
В 1963 г. защитил кандидатскую диссертацию, в 1970 г. — докторскую.
С 1967 г. по 1977 г. — первый заместитель по научной работе директора Института электронных управляющих машин (ИНЭУМ) Б. Н. Наумова.
С 1973 г. — профессор Московского института радиотехники, электроники и автоматики (МИРЭА).
Трагически погиб 26 июля 1977 г. в результате автомобильной катастрофы. Похоронен в Москве на Кунцевском кладбище.

## Научная деятельность
Боярченков принимал активное участие в создании средств телемеханического управления с использованием магнитных и полупроводниковых элементов для систем контроля и регулирования технологических процессов в различных отраслях хозяйства страны. Являлся одним из пионеров разработки в СССР теории и принципов применения в вычислительных устройствах цилиндрических магнитных доменов (ЦМД).
Опыт создания унифицированных средств автоматизации с использованием блочно-модульного принципа их конфигурирования в полной мере был реализован Боярченковым при разработке в ИНЭУМ и организации серийного производства агрегатной системы средств вычислительной техники на микроэлектронной базе. Достигнутая программная совместимость моделей АСВТ-М (М-40, М-400, М4000/4030) с зарубежными ЭВМ в значительной мере ускорила внедрение вычислительных комплексов для использования на различных уровнях иерархии систем управления в промышленной и непроизводственной сферах.
Развитое системное и прикладное программное обеспечение интерактивных графических комплексов на базе малой ЭВМ М-400 и периферии, подключаемой через высокоскоростной интерфейс «общая шина», позволили разработать и организовать впервые в СССР серийное производство автоматизированных рабочих мест (АРМ) для нужд предприятий оборонного комплекса. В семействе АРМ выпускались конфигурации для применения в областях радиоэлектроники (АРМ-Р), машиностроения (АРМ-М), технологии (АРМ-Т), строительства (АРМ-С) и других.
Разработка и производство АСВТ-М послужили базой создания и массового применения системы малых ЭВМ СМ ЭВМ, одним из инициаторов концепции которой являлся Боярченков.
Автор большого числа научных работ, изобретений и учебных пособий для высших учебных заведений. Являлся членом редколлегий тематической научно-популярной серии книг «Библиотека по автоматике» и других изданий.
Награждён Орденами Ленина и Трудового Красного Знамени и медалью.

## Избранные научные работы и изобретения
- Боярченков М. А., Васильева Н. П. Быстродействующие магнитные усилители. — М.: Госэнергоиздат, 1958.
- Боярченков М. А., Васильева Н. П. и др. Проектирование магнитных усилителей. — М., Л.: Госэнергоиздат, 1959. — 356 с.
- Боярченков М. А., Кербников Ф. И. Импульсные регуляторы на бесконтактных магнитных элементах. — М.: Энергия, 1966. — 120 с.
- Боярченков М. А., Раев В. К., Розенталь Ю. Д. Магнитные элементы на разветвленных сердечниках /ред. М. А. Боярченков. — М.: Энергия, 1969. — 200 с.
- Боярченков М. А., Кербников Ф. И., Раев В. К., Розенблат М. А. Магнитные решающие элементы. — М.: Советское радио, 1971. — 273 с. — (Библиотека технической кибернетики)
- Боярченков М. А. и др. Аналоговые запоминающие и адаптивные элементы /ред. Сотсков Б. С. — М.: Энергия, 1973. — 259 с.
- Боярченков М. А., Прохоров Н. Л., Раев В. К., Розенталь Ю. Д. Магнитные доменные логические и запоминающие устройства /ред. Боярченков М. А. — М.: Энергия, 1974. — 175 с.
- Машины централизованного контроля и управляющие вычислительные комплексы /Под общей ред. д.т. н. М. А. Боярченкова. — М.: ИНЭУМ.Труды института, вып. 51, 1975
- Боярченков M. А., Черкашина А. Г. Магнитные элементы автоматики и вычислительной техники /Учебное пособие для вузов. — М.: Высшая школа, 1976. — 384 с.

Устройство для считывания информации. Авторское свидетельство № 514339. Авторы: Боярченков М. А., Шорыгин М. П. 15.05.1976 г.
- Боярченков М. А., Ландау И. Я., Преснухин В. В., Филин А. В., Фукс В. И. Автоматизированное рабочее место конструктора на базе машин СМ ЭВМ. — «Приборы и системы управления», 1977, № 11, с.7-8.

Процессор, структурно ориентированный на алгоритмический язык. Авторское свидетельство № 556445. Авторы: Боярченков М. А., Зонис В. С., Кабалевский А. Н., Кабанов Н. Д., Родионов В. В., Тарасов М. Н., Шумей А. С. 30.04.1977 г.
- Боярченков М. А., Шорыгин М. П. Динамика магнитных доменов в устройствах считывания ЦМД малого диаметра.— В кн.: Доменные и магнитооптические запоминающие устройства. М., «Наука», 1977.
- Боярченков М. А., Васильева Н. П., Розенталь Ю. Д. Логические устройства на магнитных средах с управляемым движением доменов — М.: Энергия, 1978. — 160 с.

Устройство для управления операциями ввода-вывода данных. Авторское свидетельство № 641435. Авторы: Боярченков М. А., Березенко А. И., Контарев В. Я., Корягин Л. Н., Крылов Г. А., Ленгник Л. М., Шац С. А., Фельдман Б. Я. 05.01.1979 г.